# 새미 소사
사무엘 페랄타 "새미" 소사(Samuel Peralta "Sammy" Sosa, 1968년 11월 12일 ~)는 도미니카 공화국 출신의 전 메이저 리그 베이스볼 시카고 컵스에서 활약한 외야수(우익수)였다. (2005년 이후는 주로 지명타자로 출전)

그는 1998년에 마크 맥과이어와 치열한 홈런 경쟁을 펼치며 37년만에 로저 메리스의 한 시즌 최다 홈런 기록을 경신하면서 세계적 슈퍼 스타가 되었고, 모국인 도미니카 공화국의 국민적 영웅이 되었다. 또한 한 시즌 60홈런 이상을 3번이나 기록한 유일한 선수이기도 하며, 통산 609 홈런으로 7위에 올라있는 거포였다.

하지만 최근에는 약물사용 의혹을 받고 있어 기록의 가치에 대한 의문이 제기되고도 있다.

## 선수 생활

### 텍사스 레인저스,시카고 화이트 삭스시절
1985년 아마추어 자유계약 선수로 (드래프트 외) 텍사스 레인저스와 계약한 뒤 1989년 6월 16일 뉴욕 양키스 전에서 메이저 리그 데뷔를 했지만, 얼마 뒤 시즌 중간인 7월 29일에 시카고 화이트 삭스에 트레이드 되었다. 이듬해인 1990년에 153 경기에 출전해 리그 7위의 32도루를 기록하면서 리그 유일의 2루타, 3루타, 홈런, 도루에서 두 자리 숫자를 기록했지만, 타율이 0.233으로 낮았고, 삼진도 리그에서 4번째로 많은 150 삼진을 기록했다.

1991년에는 개막전에서 2홈런 5타점으로 좋은 출발을 하나 했으나, 그 이후부터는 내리막을 걸어 0.203의 타율로 마이너로 강등당했고, 화이트삭스는 이듬해 3월 30일에 켄 패터슨과 묶어 시카고 컵스의 외야수 조지 벨과 트레이드해버렸다.

### 시카고 컵스시절
이적 첫 해에는 부상자 명단에 올라가는 바람에 67경기밖에 출전을 못했지만, 1993년에는 33홈런, 36 도루로 시카고 컵스 구단 사상 최초로 30-30을 달성했고, 6월 30일부터 7월 2일 동안 9타석 연속 안타를 치면서 구단 타이기록을 (1902년 이후) 세웠고, 9월 29일에는 1시합 4 도루로 역시 구단 타이 기록을 세웠다.

1994년에는 타율 0.300, 25홈런, 70타점으로 빌 벅크너 이후 13년만에 팀 내 3관왕이 되었고, 1995년에는 36홈런, 34도루로 생애 두 번째 30-30을 달성하고 올스타전 출전과 실버슬러거도 함께 거머쥐었다.

1996년은 5월 16일의 휴스턴 애스트로스와의 경기에서 1이닝 2홈런의 구단 최초의 기록을 세우고, 7월에는 타율 0.358, 10홈런, 29타점의 활약으로 이달의 선수상을 수상하는 등 호조의 기세를 이어가고 있었다. 그러나 8월 20일에 힛바이비치볼로 시즌이 끝나버리고 말았다. 이 시합 전까지 40홈런을 기록하고 있어 아쉬움은 더 컸다.

1997년에는 구단 기록인 174 삼진을 기록했지만 36 홈런, 119타점의 기록으로 1998년 이후 4년 총액으로 4,250만 달러의 재계약을 성사시킨다.

1998년, 로저 메리스의 한 시즌 최다 홈런 기록 (61개) 경신을 두고 마크 맥과이어와 벌인 홈런 경쟁은 세계적인 관심사가 되었다. 5월 24일에 소사는 9개의 홈런을 때렸을 때 맥과이어의 개수보다 15개나 적었기 때문에 경쟁자로 여겨지지는 않았다. 하지만 이후 30일 동안 21홈런을 때려냈고, 6월에는 월간 신기록인 20개를 치면서 맹렬히 추격했다. 이러한 추격은 기록 경신에 대한 기대감과 어우러져 레이스의 재미를 더해 94년 파업으로 줄어든 야구에 대한 관심을 다시 끌었다는 평가를 받았다. 그 레이스의 승자는 마크 맥과이어가 차지했으며 소사는 그보다 5일 늦은 9월 13일에 62개째를 쳤다. 61 홈런을 넘어선 후 맥과이어가 조금 주춤할 때 소사가 막바지 피치를 올렸으나, 최종적으로는 맥과이어가 70개, 소사가 66개를 기록했다.

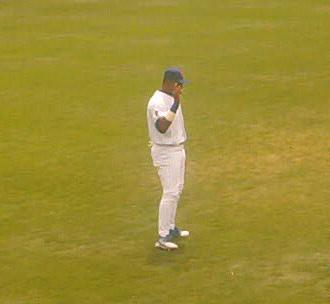
컵스 시절 60홈런 이상 시즌이 세 번이었다. ('98, '99, '01)

홈런왕이 되지는 못했지만 대신 158 타점으로 최다 타점을 수상했고, 총 루타에서 416을 기록해 1948년에 스탠 뮤지얼이 세운 429 다음에 위치했다. 거기에 팀이 와일드 카드로 플레이오프에 진출하는 데 공헌한 바를 인정받아 내셔널리그 MVP (en) 투표에서 32표 중 30개의 1위표를 휩쓸며 MVP를 차지했다.

1999년에 제정된 행크 아론상의 초대 수상자가 되었고, 2000년의 홈런 경쟁에서는 50홈런으로 배리 본즈를 1개 차로 제치며 첫 홈런왕이 되었다. 2001년에는 사상 최초로 한 시즌 60홈런 이상을 3번 기록한 선수가 되었으나 MVP 투표에서는 배리본즈에 이은 2위로 2번째의 내셔널리그 MVP 수상은 실패했다.

그 해 기록한 425 루타, 장타율 0.737, 103개의 장타 (2루타 이상)는 모두 1930년에 핵 윌슨이 기록한 423 루타, 97 장타, 장타율 0.723을 뛰어넘는 구단 신기록이었다.

이러한 성적을 바탕으로 컵스 구단과 2002년부터 4년 총액 7,200만 달러의 재계약을 맺었다.

2003년 4월 4일 500홈런을 때려낼 때까지의 최전성기에는 메이저 리그를 대표하는 홈런 타자였지만, 코르크가 들어간 부정배트를 사용한 것이 발각되면서 타격을 입더니만 약물 사용 의혹이 겹쳐지면서 슬럼프를 겪어 2004년에 80타점으로 10년만에 100타점 밑으로 떨어졌다.

### 볼티모어 오리올스시절

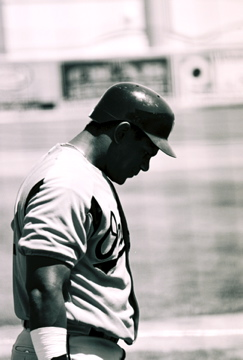
2005년 볼티모어의 스프링 캠프

2005년 2월 2일 트레이드된 볼티모어 오리올스에는 라파엘 팔메이로가 있어서 사상 최초의 500홈런 듀오가 탄생했으나, 기대와는 달리 14홈런, 45타점으로 1992년 이후 최악의 성적을 기록했다. 이때문에 2005년 말에 자유계약 선수 신청을 했으나 그를 원하는 팀이 없었다. 통산 600 홈런을 눈 앞에 둔 상황이었기 때문에 그의 거취가 관심을 모으던 때에 워싱턴 내셔널스가 50만 달러에 메이저 리그 계약을 제시했지만 거부했고, 공식적인 의사표명은 없어도 사실상의 은퇴상태로 있었다. 하지만 2006년 7월, 시카고 현지에서 현역 복귀 의향을 분명하게 밝히면서 트레이닝을 시작했고, 이와 함께 각 구단과의 교섭을 하기 시작했다.

### 텍사스 레인저스복귀
텍사스 레인저스 계약 즈음에 일본 프로야구 구단에 입단하는 것도 검토했다고 알려졌지만, 결국 2007년 1월 17일에 첫 계약팀인 텍사스 레인저스와의 마이너 계약에 기본합의하고는 스프링캠프에서 메이저 리그 복귀를 목표로 몸을 만들었는데, 시즌 개막 전에는 공백기간의 후유증없이 좋은 컨디션을 보여주는 덕에 메이저 리그 계약으로 전환했고, 개막전 25인 로스터에 드는 데도 성공했다.

2007년 4월 26일에 제이콥스 필드에서 치러진 클리블랜드 인디언스와의 경기에서 통산 44번째의 구장에서 홈런을 쳐서, 프레드 맥그리프와 켄 그리피 주니어의 이부분 기록을 경신했다. 4월 7홈런의 좋은 기세가 무색하게 5월 이후부터는 침체에 빠져 600홈런 달성이 늦춰졌으나, 6월 20일에 시카고 컵스와의 인터리그에서 메이저 리그 사상 5번째의 통산 600호 홈런을 (시즌 12호) 터뜨려 텍사스 팬들의 큰 박수를 받았다.

시즌 후반은 결장이 잦은 편이었지만, 전체적으로 총 114경기에 출장하면서 그런대로 21홈런, 92타점을 기록해 선수생활을 지속할 것으로 기대됐다. 하지만 시즌이 끝난 뒤 메이저 리그 선수들의 약물 사용 의혹에 관한 미첼 보고서가 발표되면서 소사에 관한 논란도 재연되었다. 해당 보고서에는 소사의 이름이 없었지만, 이후 사법 처리 관련 자료에 소사의 이름이 있는 것으로 보도되었고, 자유계약 선수가 되었다.

### 2008년 이후
2008년이 개막되었음에도 불구하고 소사는 무적 선수가 되었고, 5월 28일에 자신의 에이전트에게 메이저 리그 구단들에게 2008년 계약을 위한 활동을 하지 말고 은퇴를 위한 자료를 준비하라고 지시했다고 발표했으나 실제로 그렇게 하지는 않았다. 오히려 12월 25일에는 은퇴하지 않고 2009년 WBC에 출전해 다시 메이저 리그 자유계약 시장에서 구단들의 의사를 타진해보고 싶다고 밝혔다. 하지만 그는 도미니카 공화국의 선수명단에 들지 못했고, 그를 찾는 메이저 리그 구단도 없었다.

2009년 6월 3일 모국에서 머물고 있던 그는 은퇴를 선언하고, 조용히 명예의 전당 입성을 기대하겠다고 했다.

## 연도별 타격 성적
| 연 도      | 소 속      | 경 기 | 타 석 | 타 수 | 득 점 | 안 타 | 2 루 타 | 3 루 타 | 홈 런 | 루 타 | 타 점 | 도 루 | 도 루 자 | 희 생 번 | 희 생 플 | 볼 넷 | 고 4 | 사 구 | 삼 진 | 병 살 타 | 타 율 | 출 루 율 | 장 타 율 | O P S |
| ---------- | ---------- | ----- | ----- | ----- | ----- | ----- | ------- | ------- | ----- | ----- | ----- | ----- | -------- | -------- | -------- | ----- | ---- | ----- | ----- | -------- | ----- | -------- | -------- | ----- |
| 1989년     | TEX/CWS    | 58    | 203   | 183   | 27    | 47    | 8       | 0       | 4     | 67    | 13    | 7     | 5        | 5        | 2        | 11    | 2    | 2     | 47    | 6        | .257  | .303     | .366     | .669  |
| 1990년     | CWS        | 153   | 579   | 532   | 72    | 124   | 26      | 10      | 15    | 215   | 70    | 32    | 16       | 2        | 6        | 33    | 4    | 6     | 150   | 10       | .233  | .282     | .404     | .687  |
| 1991년     | CWS        | 116   | 338   | 316   | 39    | 64    | 10      | 1       | 10    | 106   | 33    | 13    | 6        | 5        | 1        | 14    | 2    | 2     | 98    | 5        | .203  | .240     | .335     | .576  |
| 1992년     | CHC        | 67    | 291   | 262   | 41    | 68    | 7       | 2       | 8     | 103   | 25    | 15    | 7        | 4        | 2        | 19    | 1    | 4     | 63    | 4        | .260  | .317     | .393     | .710  |
| 1993년     | CHC        | 159   | 641   | 598   | 92    | 156   | 25      | 5       | 33    | 290   | 93    | 36    | 11       | 0        | 1        | 38    | 6    | 4     | 135   | 14       | .261  | .309     | .485     | .794  |
| 1994년     | CHC        | 105   | 458   | 426   | 59    | 128   | 17      | 6       | 25    | 232   | 70    | 22    | 13       | 1        | 4        | 25    | 1    | 2     | 92    | 7        | .300  | .339     | .545     | .884  |
| 1995년     | CHC        | 144   | 629   | 564   | 89    | 151   | 17      | 3       | 36    | 282   | 119   | 34    | 7        | 0        | 2        | 58    | 11   | 5     | 134   | 8        | .268  | .340     | .500     | .840  |
| 1996년     | CHC        | 124   | 541   | 498   | 84    | 136   | 21      | 2       | 40    | 281   | 100   | 18    | 5        | 0        | 4        | 34    | 6    | 5     | 134   | 14       | .273  | .323     | .564     | .888  |
| 1997년     | CHC        | 162   | 694   | 642   | 90    | 161   | 31      | 4       | 36    | 308   | 119   | 22    | 12       | 0        | 5        | 45    | 9    | 2     | 174   | 16       | .251  | .300     | .480     | .779  |
| 1998년     | CHC        | 159   | 722   | 643   | 134   | 198   | 20      | 0       | 66    | 416   | 158   | 18    | 9        | 0        | 5        | 73    | 14   | 1     | 171   | 20       | .308  | .377     | .647     | 1.024 |
| 1999년     | CHC        | 162   | 712   | 625   | 114   | 180   | 24      | 2       | 63    | 397   | 141   | 7     | 8        | 0        | 6        | 78    | 8    | 3     | 171   | 17       | .288  | .367     | .635     | 1.002 |
| 2000년     | CHC        | 156   | 705   | 604   | 106   | 193   | 38      | 1       | 50    | 383   | 138   | 7     | 4        | 0        | 8        | 91    | 19   | 2     | 168   | 12       | .320  | .406     | .634     | 1.040 |
| 2001년     | CHC        | 160   | 711   | 577   | 146   | 189   | 34      | 5       | 64    | 425   | 160   | 0     | 2        | 0        | 12       | 116   | 37   | 6     | 153   | 6        | .328  | .437     | .737     | 1.174 |
| 2002년     | CHC        | 150   | 666   | 556   | 122   | 160   | 19      | 2       | 49    | 330   | 108   | 2     | 0        | 0        | 4        | 103   | 15   | 3     | 144   | 14       | .288  | .399     | .594     | .993  |
| 2003년     | CHC        | 137   | 589   | 517   | 99    | 144   | 22      | 0       | 40    | 286   | 103   | 0     | 1        | 0        | 5        | 62    | 9    | 5     | 143   | 14       | .279  | .358     | .553     | .911  |
| 2004년     | CHC        | 126   | 539   | 478   | 69    | 121   | 21      | 0       | 35    | 247   | 80    | 0     | 0        | 0        | 3        | 56    | 4    | 2     | 133   | 9        | .253  | .332     | .517     | .849  |
| 2005년     | BAL        | 102   | 424   | 380   | 39    | 84    | 15      | 1       | 14    | 143   | 45    | 1     | 1        | 0        | 3        | 39    | 3    | 2     | 84    | 15       | .221  | .295     | .376     | .671  |
| 2007년     | TEX        | 114   | 454   | 412   | 53    | 104   | 24      | 1       | 21    | 193   | 92    | 0     | 0        | 0        | 5        | 34    | 3    | 3     | 112   | 11       | .252  | .311     | .468     | .779  |
| 통산：18년 | 통산：18년 | 2354  | 9896  | 8813  | 1475  | 2408  | 379     | 45      | 609   | 4704  | 1667  | 234   | 107      | 17       | 78       | 929   | 154  | 59    | 2306  | 202      | .273  | .344     | .534     | .878  |

- 굵은 글씨는 시즌 최고 성적.

## 같이 보기
- 30-30 클럽